# Pałac w Będlewie
Pałac w Będlewie – zabytkowy pałac z XIX w. we wsi Będlewo, w województwie wielkopolskim.
W latach 1694–1907 majątek Będlewo należał do Potockich, a następnie do Miączyńskich i Ledóchowskich. Neogotycki pałac w Będlewie zbudował Bolesław Eulogiusz Potocki w 1866 roku. 

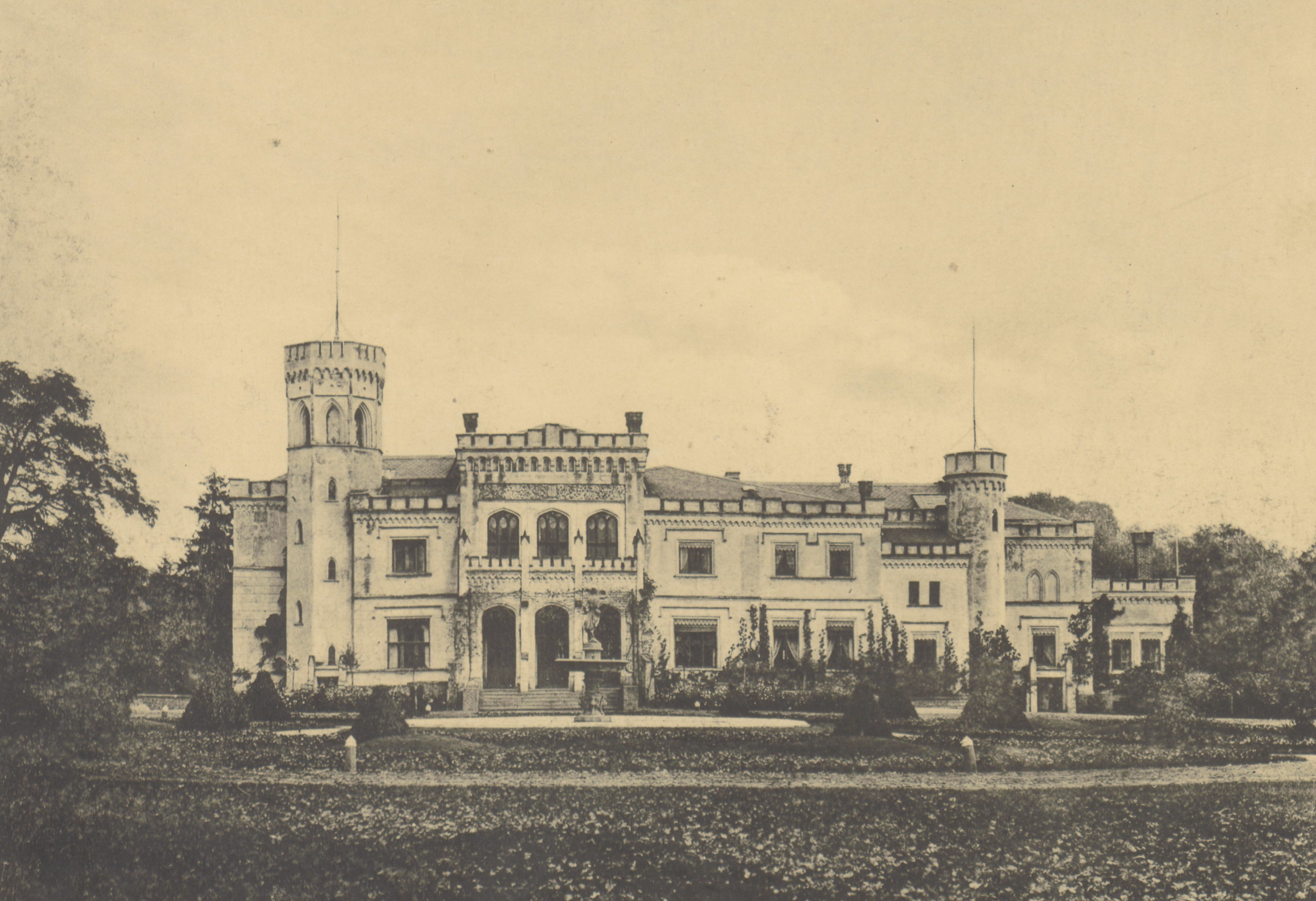
Widok pałacu przed 1912

Budowla została wzniesiona na planie nieregularnym i składa się z kilku członów. Piętrowy korpus główny posiada wysunięty ryzalit, poprzedzony gankiem na którym znajduje się taras. Po obu stronach korpusu głównego znajdują się piętrowe i parterowe człony. Z lewej strony wejścia wzniesiono trzypiętrową wieżę mieszczącą klatkę schodową. Budynek wyposażony jest w liczne wieżyczki, sterczyny i krenelaż. Wewnątrz pałacu znajduje się bogaty, autentyczny wystrój o formach angielskiego gotyku, neorenesansu i neogotyku. Część wyposażenia oraz kolekcja powozów została zrabowana podczas II wojny światowej.
Od 1945 roku w pałacu mieściła się szkoła rolnicza, od 1975 roku siedzibę miał ośrodek konferencyjny Poznańskiego Oddziału Polskiej Akademii Nauk PAN. Od 1996 roku obiekt należy do Instytutu Matematycznego Polskiej Akademii Nauk Po lewej stronie pałacu, w oficynie i nowych budynkach wzniesionych po 1975 roku znajduje się część hotelowa. Przy bramie wjazdowej stoi budynek straży. Od 1973 główna część kompleksu figuruje w rejestrze zabytków. W 1999 objęto ochroną również stróżówkę, stajnię wyjazdową oraz zabudowania folwarczne.
Zespół pałacowy otoczony jest krajobrazowym parkiem z XIX wieku. Projektantem był berliński ogrodnik Roter. Niegdyś w parku znajdowała się oranżeria oraz zwierzyniec.